# موری اوناموتو
موری اوناموتو (به ژاپنی: 毛利綱元); ۱ ژانویهٔ ۱۶۵۱ – ۱ ژانویهٔ ۱۷۰۹) دایمیو، سامورایی در دوره ادو در خدمت شوگون‌سالاری توکوگاوا اهل ژاپن بود.